# Куличихин, Николай Иванович
Николай Иванович Куличихин — советский учёный, доктор технических наук, профессор (1946), заслуженный деятель науки и техники РСФСР.

## Биография
Родился в 1895 году. Член КПСС.
С 1921 года — на хозяйственной, общественной и политической работе. В 1921—1973 гг. — геолог в геологоразведочном управлении «Главуголь», исполняющий обязанности директора завода буровых машин, геолог в Кизеловском каменноугольном тресте (Урал), руководящий научный работник во Bceсоюзной буровой конторе треста «Водоканалстрой», доцент, профессор в Московском геологоразведочном институте, заведующий кафедры техники разведки и кафедрой горного дела.
За создание методического руководства по инженерно-геологическим исследованиям для гидроэнергетического строительства был в составе коллектива удостоен Сталинской премии за выдающиеся изобретения и коренные усовершенствования методов производственной работы 1952 года.
Умер в Москве в 1973 году.